# Đèo Grimsel
Đèo Grimsel (tiếng Đức: Grimselpass) là một ngọn đèo ở Thụy Sĩ, băng qua dãy núi Bernese Alps ở độ cao 2.164 m (7.100 ft). Đèo nối với Haslital, Thung lũng phía thượng lưu của sông Aare, với Thung lũng thượng lưu của Rhone. Khi kết nối như vậy, và do Aare là một nhánh của sông Rhine, vượt qua vượt qua sự chia rẽ lục địa giữa Biển Bắc và Địa Trung Hải.
Đường nhựa chạy qua đèo, dài 38 km (24 dặm) từ Gletsch đến Meiringen. Con đường thường đóng cửa từ tháng mười và tháng, do tuyết rơi cao trên đèo. Vì nó là con đường trực tiếp duy nhất giữa các bang Bern và Valais trên dãy núi Bernese Alps, người ta cố gắng để giữ đường mở càng lâu càng tốt với máy cày tuyết. Một dịch vụ Postbus Thụy Sĩ sử dụng vượt qua nhiều lần trong ngày, kết nối Meiringen và Oberwald.